# TNFRSF10B
Il recettore del fattore di necrosi tumorale 10B è una proteina recettoriale che, nell'essere umano, è codificata dal gene TNFRSF10B e fa parte della superfamiglia dei recettori del fattore di necrosi tumorale.

## Struttura
Si tratta di un recettore transmembrana provvisto di un death domain citoplasmatico.

## Funzione
Tale recettore può interagire con FADD, TRAIL e con le caspasi di tipo 10 e di tipo 8. È coinvolto nel meccanismo di morte cellulare programmata mediato da TRAIL, tuttavia studi condotti sull'omologo gene murino hanno suggerito che, per l'attività di tale sistema di trasduzione del segnale, il legame con FADD sia strettamente necessario.